# Ivanka pri Dunaji
Ivanka pri Dunaji é um município da Eslováquia, situado no distrito de Senec, na região de Bratislava. Tem 14,26 km² de área e sua população em 2019 foi estimada em 6835 habitantes.

## Demografia
| Ano:        | 1994 | 2004    | 2014    | 2024    |
| ----------- | ---- | ------- | ------- | ------- |
| Broj ljudi: | 4589 | 5402    | 6245    | 7247    |
| Razlika:    |      | +17,71% | +15,60% | +16,04% |

| Ano:               | 2023 | 2024   |
| ------------------ | ---- | ------ |
| Número de pessoas: | 7172 | 7247   |
| Diferença:         |      | +1,04% |